# (463935) 2014 UZ189
(463935) 2014 UZ189 es un asteroide perteneciente al cinturón de asteroides, descubierto el 8 de diciembre de 2010 por el equipo Spacewatch desde el Observatorio Nacional de Kitt Peak (Arizona, Estados Unidos).